# Ralph Metcalfe
Pour les articles homonymes, voir Metcalfe.
Ralph Harold Metcalfe, né le 29 mai 1910 à Atlanta et mort le 10 octobre 1978 à Chicago, est un athlète et homme politique américain. Dominateur dans les épreuves de sprint au début des années 1930, il a égalé en 1933 le record du monde du 100 mètres et remporté quatre médailles olympiques, terminant notamment deuxième de l'épreuve-reine derrière Jesse Owens lors des Jeux de Berlin en 1936. D'une puissante stature physique (1,80 m, 83 kg), il était surnommé « l'express du Michigan ».
Élu représentant fédéral pour le Parti démocrate en Illinois  en 1971, il siègera à la Chambre des représentants jusqu'à sa mort en 1978. Metcalfe est également le cofondateur du Caucus noir du Congrès, organisation politique représentant les intérêts des Afro-Américains au Congrès des États-Unis.

## Carrière sportive

### Ses records officiels et officieux
Ralph Metcalfe se révèle durant l'année 1932 en remportant deux titres lors des Championnats NCAA pour le compte de l'Université Marquette, établissant avec 10 s 2 sur 100 m et 20 s 5 sur 220 yards (201,17 m) en ligne droite, deux records universitaires des États-Unis. Mais ces performances ne seront pas homologuées comme records du monde, pour d'obscures raisons de rivalités entre fédérations semble-t-il. Une semaine plus tard, il décroche deux titres lors des Championnats nationaux, sur 100 m et sur 200 mètres. 
En 1933, il court un 220 yards en ligne droite en 19 s 8. Cet exploit n'est pas homologué car il a été réalisé avec l'aide d'un vent trop favorable. 
Dans les années 1933 et 1934 il égale à 3 reprises le record du monde officiel du 100 m en 10 s 3. Ces temps seront homologués. Il bat également le record du monde du 200 m avec virage, en 20 s 6, mais ce record n'est pas homologué, toujours à cause des rivalités entre fédérations, et il faudra attendre 1951 pour voir le record officiel du 200 m égaler la performance de Metcalfe.

### Les Jeux olympiques de 1932
Sélectionné dans l'équipe américaine à l'occasion des Jeux olympiques de Los Angeles, Metcalfe remporte tout d'abord la médaille d'argent du 100 m derrière son compatriote Eddie Tolan. Les deux hommes terminent à égalité en 10 s 38, mais le jury attribuera la victoire à Tolan après avoir longuement étudié la photo prise sur la ligne d'arrivée, le système de la photo-finish n'existant pas encore à l'époque.
Sur 200 m, Metcalfe prend la dernière place du podium, se classant à 3 dixièmes de seconde du même Tolan et à un dixième de George Simpson. Mais après vérification, les juges s'aperçoivent avec stupeur que le couloir de Metcalfe est plus long que les autres, il a couru en réalité 1,50 m de plus que ses concurrents. Sans ce handicap, dû à une incroyable erreur des organisateurs de ces jeux, Metcalfe aurait vraisemblablement remporté la médaille d'argent. Très sportivement, Metcalfe ne déposera pas de réclamation, car il ne voulait pas remettre en cause une victoire américaine.

### Les Jeux olympiques de 1936
Lors des sélections olympiques américaines, Metcalfe, bien que battu sur 100 m par Jesse Owens, parvient à se qualifier. Sur le 200 m en revanche, il est éliminé à la surprise générale, ne terminant que 4e. Metcalfe est l'un des rares athlètes à avoir réussi à battre Owens sur 100 m durant sa carrière. Le duel entre les deux hommes s'annonce indécis. À Berlin, au Stade Olympique, il termine 2e en 10 s 4 derrière Owens, vainqueur en 10 s 3. Comme à Los Angeles quatre ans plus tôt, Metcalfe manque de peu le titre olympique qui consacre l'homme le plus rapide du monde, et comme à Los Angeles sa défaite est principalement due à un départ raté. Il se consolera un peu avec le relais 4 × 100 mètres, en devenant enfin champion olympique, avec ses coéquipiers Jesse Owens, Foy Draper, et Frank Wykoff, en battant le record du monde en 39 s 8.

### Palmarès
- Jeux olympiques d'été de 1932 à Los Angeles :
  -  Médaille d'argent du 100 m
  -  Médaille de bronze du 200 m
- Jeux olympiques d'été de 1936 à Berlin :
  -  Médaille d'or du relais 4 × 100 m
  -  Médaille d'argent du 100 m

## Carrière politique
Metcalfe est membre de la Chambre des représentants des États-Unis du 3 janvier 1971 au 10 octobre 1978. Élu en 1970 dans le premier district de l'Illinois, il est réélu 3 fois.